# Ludwigia leptocarpa
Ludwigia leptocarpa là một loài thực vật có hoa trong họ Anh thảo chiều. Loài này được (Nutt.) H.Hara mô tả khoa học đầu tiên năm 1953.

## Hình ảnh

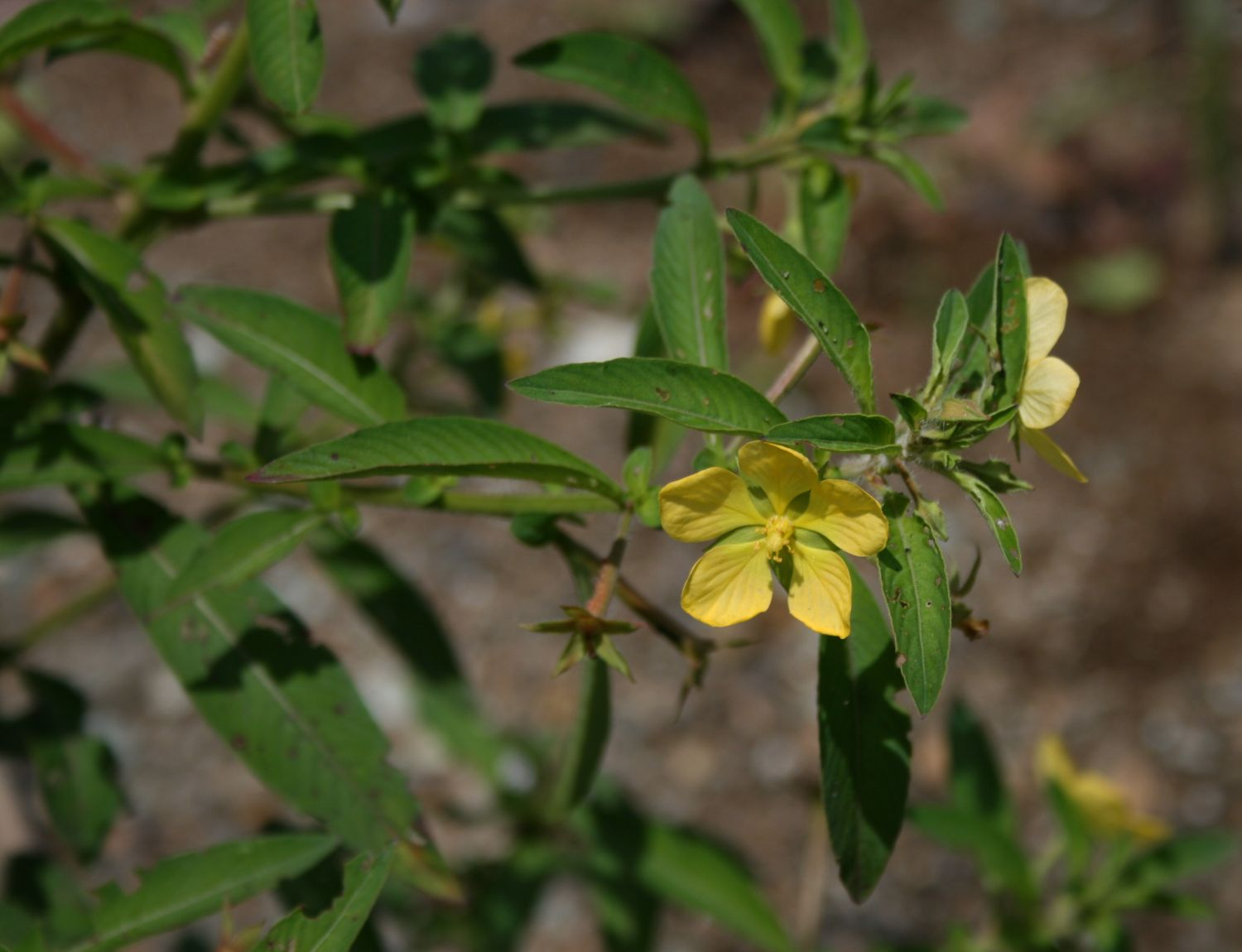